# Hurra die Welt geht unter (Lied)
Hurra die Welt geht unter ist ein Lied der deutschen Hip-Hop-Formation K.I.Z, in Kooperation mit dem deutschen Sänger Henning May. Es erschien am 3. Juli 2015 als zweite und letzte Singleauskopplung aus ihrem gleichnamigen fünftem Studioalbum Hurra die Welt geht unter.

## Entstehung und Artwork
Geschrieben wurde Hurra die Welt geht unter von den Mitgliedern der Hip-Hop-Gruppe K.I.Z – Maxim Drüner, Tarek Ebéné und Nico Seyfrid – sowie den Koautoren Kevin Thomas-Paolucci (Kev’beats), Rajesh Roshan, Moses Schneider und Gerrit Wessendorf (Gee Futuristic). Die Produktion erfolgte durch die Zusammenarbeit von Gee Futuristic, Kev’beats, Moses Schneider und Nico Seyfrid. Das Mastering erfolgte durch Robin Schmidt, gemixt wurde das Lied von Philipp Hoppen. Als Begleitsängerin ist zudem Marie Ibrahim am Stück beteiligt.
Auf dem gezeichneten Frontcover der Single ist – neben Künstlernamen und Liedtitel – ein auf einer Wiese stehender Panzer zu sehen. Am Kanonenrohr des Panzers schaukelt ein kleines Mädchen, das dem Betrachter den Rücken zuwendet. Im Hintergrund sind zerschossene und bewachsene Hochhäuser vor abendrotem Himmel zu sehen.

## Veröffentlichung und Promotion
Die Erstveröffentlichung von Hurra die Welt geht unter erfolgte als digitale Single zum Download und Streaming am 3. Juli 2015. Sie erschien als Einzeltrack unter dem Musiklabel Vertigo Berlin und wurde durch die Universal Music Group vertrieben. Am 10. Juli 2015 erschien das Lied als Teil des gleichnamigen fünften Studioalbums von K.I.Z. Am 25. September 2015 erschien die Instrumental-Version des Songs als Teil des Instrumental-Albums Hurra die Welt geht unter. Darüber hinaus ist das Stück auf den 2016 veröffentlichten Livealben Hurra die Welt geht unter – Live aus der Wuhlheide Berlin und AnnenMayKantereit & Freunde – Live in Berlin vertreten.
Mit dem Lied erfolgte ein gemeinsamer Liveauftritt von K.I.Z und Henning May in der ZDFneo-Late-Night-Show Neo Magazin Royale am 3. September 2015.

## Inhalt
Der Liedtext zu Hurra die Welt geht unter ist in deutscher Sprache verfasst und wurde von den K.I.Z-Mitgliedern und Interpreten Maxim Drüner, Tarek Ebéné und Nico Seyfrid sowie Rajesh Roshan geschrieben. Die Komposition stammt von den Musikproduzenten Moses Schneider, Nico Seyfrid, Kev’beats und Gee Futuristic sowie Rajesh Roshan. Musikalisch bewegt sich das Lied im Bereich des Raps, stilistisch im Bereich des deutschen Hip-Hops. Das Tempo beträgt 80 Schläge pro Minute. Die Tonart ist e-Moll. Das Stück verwendet ein Sample des 1985 erschienenen Songs Wada Na Tod von Rajesh Roshan und Lata Mangeshkar. Inhaltlich beschreibt das Lied die Utopie einer postapokalyptischen Welt, in der das vorherige System durch Bomben zerstört wurde. Die modernen Gesellschaftsordnungen gelten nicht mehr, es entsteht eine sichere und ökologische Welt frei von Armut und sozialen Klassen.
Aufgebaut ist das Lied aus drei Strophen und einem Refrain. Das Lied beginnt mit der ersten Strophe, die aus 16 Versen besteht und von Maxim gerappt wird. Auf die erste Strophe folgt erstmals der Refrain, der jeweils von Hennig May gesungen wird. An den ersten Refrain schließt sich die ebenfalls aus 16 Versen bestehende zweite Strophe an, die Tarek interpretiert. Auf die Wiederholung des Refrains folgt die dritte Strophe, deren erste 14 Verse Nico rappt. Die finalen zwei Verse „Ein Hundert-Euro-Schein? Was soll das sein? / Wieso soll ich dir was wegnehm’n, wenn wir alles teilen?“ werden von Marie Ibrahim gesprochen. Nach der dritten Strophe endet das Lied mit dem dritten Refrain.

„Und wir singen im Atomschutzbunker:
‚Hurra, diese Welt geht unter!‘
‚Hurra, diese Welt geht unter!‘
Auf den Trümmern das Paradies“

## Musikvideo
Das Musikvideo zu Hurra die Welt geht unter feierte seine Premiere auf dem YouTube-Kanal von K.I.Z am 3. Juli 2015. Die Gesamtlänge des Videos beträgt 4:58 Minuten. Regie führte Sebastian Tomczak, zusammen mit Patrick Grzanna zeichnete er auch für die Produktion verantwortlich. Bis März 2025 zählte das Musikvideo über 69 Millionen Aufrufe bei YouTube. Darüber hinaus erschien am 22. September 2015 eine Akustikversion des Liedes auf dem Kanal von AnnenMayKantereit, an der die Band auch als Interpret beteiligt ist. Das ungeschnittene Video zeigt die Künstler bei der Aufnahme dieser Version und verzeichnete bis März 2025 über 43 Millionen Aufrufe auf YouTube.

## Mitwirkende
| Liedproduktion - Maxim Drüner: Liedtexter, Rap - Tarek Ebéné: Liedtexter, Rap - Philipp Hoppen: Abmischung - Marie Ibrahim: Begleitgesang - Henning May: Gesang - Rajesh Roshan: Komponist, Liedtexter - Robin Schmidt: Mastering - Moses Schneider: Komponist, Musikproduzent - Nico Seyfrid: Komponist, Liedtexter, Musikproduzent, Rap - Kevin Thomas-Paolucci (Kev’beats): Komponist, Musikproduzent - Gerrit Wessendorf (Gee Futuristic): Komponist, Musikproduzent | Musikvideo - Johnny Farmfield: Rotoskopie, Visueller Effekt - Rüdiger Gay: Szenenbild - Patrick Grzanna: Executive Producer, Filmproduzent, Szenenbild-Assistent - Feliks Horn: Filmeditor, Produktionsassistent - Martin Jendrusch: Farbkorrektur - Amin Oussar: Kameramann - Daniel Pauls: Produktionsassistent - Hendrik Schablack: Szenenbild-Assistent - Johannes Suntrup: Kameraassistent - Babs Tarabczynski: Szenenbild - Sebastian Tomczak: Filmeditor, Filmproduzent, Regisseur, Visueller Effekt - Dimitri Zaitsev: Kostümbildner |

## Rezeption

### Preise
Bei den Hiphop.de Awards 2015 wurde Hurra die Welt geht unter in der Kategorie „Bester Song national“ ausgezeichnet.

### Rezensionen
Florian Peking vom deutschsprachigen E-Zine MZEE.com bezeichnet den Song in seiner Rezension des gleichnamigen Albums als „den Höhepunkt der Platte“. Mit Unterstützung von „Stimmwunder“ Henning May zeichne „K.I.Z den Weltuntergang in einer nie dagewesenen Schönheit“, das Album werde so „mit einer makellosen Harmonie abgerundet“. Auch Jana Koopmann von news.de sieht „die Stimme von Henning May“ als musikalisches Highlight des Albums.

### Chartplatzierungen
Hurra die Welt geht unter stieg am 10. Juli 2015 auf Rang 31 in die deutschen Singlecharts ein, konnte sich zwei Wochen dort halten und insgesamt 26 Wochen in den Charts platzieren. Einen Einstieg in die Ö3 Austria Top 40 oder Schweizer Hitparade verfehlte das Lied. In den deutschen Single-Jahrescharts 2015 belegte der Song Platz 97.
| ChartsChartplatzierungen | Höchstplatzierung | Wochen |
| ------------------------ | ----------------- | ------ |
| Deutschland (GfK)        | 31 (26 Wo.)       | 26     |

| ChartsJahrescharts (2015) | Platzierung |
| ------------------------- | ----------- |
| Deutschland (GfK)         | 97          |

Auf der Streaming-Plattform Spotify verzeichnet das Lied bisher mehr als 130 Millionen Streams (Stand: März 2025).

### Auszeichnungen für Musikverkäufe
In Deutschland wurde das Lied im Jahr 2017 mit einer Goldenen Schallplatte für mehr als 200.000 Verkäufe ausgezeichnet, bevor im Jahr 2020 eine Platin-Schallplatte für über 400.000 verkaufte Einheiten folgte. Im Juni 2023 wurde es schließlich mit Dreifach-Gold für über 600.000 verkaufte Einheiten ausgezeichnet.
| Land/Region        | Auszeichnungen für Musikverkäufe (Land/Region, Auszeichnung, Verkäufe) | Verkäufe |
| ------------------ | ---------------------------------------------------------------------- | -------- |
| Deutschland (BVMI) | 3× Gold                                                                | 600.000  |
| Insgesamt          | 1× Gold · 1× Platin ·                                                  | 600.000  |